# Hundfjället
Hundfjället este o arie protejată (arie specială de conservare — SAC, sit de importanță comunitară — SCI) din Suedia întinsă pe o suprafață de 579,1 ha, integral pe uscat.

## Localizare
Centrul sitului Hundfjället este situat la coordonatele 61°08′02″N 13°01′12″E / 61.1338°N 13.0199°E.

## Înființare
Situl Hundfjället a fost declarat sit de importanță comunitară în ianuarie 1997 pentru a proteja un număr necunoscut de specii din flora spontană și fauna sălbatică aflate în arealul zonei. Situl a fost protejat și ca arie specială de conservare în martie 2011.

## Biodiversitate
Situată în ecoregiunea boreală, aria protejată conține 2 habitate naturale: Taiga vestică, Pajiști alpine și boreale.
La baza desemnării sitului se află un număr nedeclarat de specii protejate.